# Secemin (gromada)
Secemin – dawna gromada, czyli najmniejsza jednostka podziału terytorialnego Polskiej Rzeczypospolitej Ludowej w latach 1954–1972.
Gromady, z gromadzkimi radami narodowymi (GRN) jako organami władzy najniższego stopnia na wsi, funkcjonowały od reformy reorganizującej administrację wiejską przeprowadzonej jesienią 1954 do momentu ich zniesienia z dniem 1 stycznia 1973, tym samym wypierając organizację gminną w latach 1954–1972.
Gromadę Secemin z siedzibą GRN w Seceminie utworzono – jako jedną z 8759 gromad na obszarze Polski – w powiecie włoszczowskim w woj. kieleckim, na mocy uchwały nr 13l/54 WRN w Kielcach z dnia 29 września 1954. W skład jednostki weszły obszary dotychczasowych gromad Bichniów, Brzozowa (bez wsi Michałów), Secemin i Wałkonowy Dolne ze zniesionej gminy Secemin w tymże powiecie. Dla gromady ustalono 27 członków gromadzkiej rady narodowej.
31 grudnia 1961 do gromady Secemin przyłączono wsie Marchocice i Międzylesie ze zniesionej gromady Żelisławice.
1 stycznia 1969 do gromady Secemin przyłączono wsie Zwlecza, Krzepice, Psary, Psary Kolonia i Kluczyce ze zniesionej gromady Psary oraz wieś Czaryż ze zniesionej gromady Bieganów.
Gromada przetrwała do końca 1972 roku, czyli do kolejnej reformy gminnej. 1 stycznia 1973 reaktywowano gminę Secemin.